# 歌連臣山
歌連臣山（英語：Mount Collinson），也稱哥連臣山，是香港的一座山峰，位於柴灣以南，海拔348米。該山的山名源自湯馬斯·歌連臣，他繪製了第一張精確的香港地圖。歌連臣山與西面的柏架山之間隔著大潭峽及大潭道，大潭峽懲教所及哥連臣角火葬場位於該座山的山腰，歌連臣角道則沿著山腳而建，沿途有多個墳場。港島徑第八段途經該座山的山腰，至該山與砵甸乍山之間的馬塘坳。歌連臣山的山脊叢林茂密，有小徑連接到山頂，亦有小徑接駁到位於南面的雲枕山及打爛埕頂山的港島徑，但這些都是沒有官方維護的非正式山徑，並有告示牌提醒郊遊人士不宜進入這些非官方山徑。